# Institut Visogho de Butembo
L’Institut Visogho de Butembo est une institution éducative située dans la commune de Kanyabayonga à Butembo, dans la province du Nord-Kivu, en République démocratique du Congo (RDC). Fondée pour promouvoir l'accès à une éducation de qualité dans une région marquée par des défis socio-économiques et sécuritaires, l’institut joue un rôle clé dans le développement éducatif et culturel de la communauté locale.

## Histoire
L'institut Visogho a été fondé le 20 avril 1991 dans le but de répondre à la demande croissante d'éducation dans la ville de Butembo et ses environs. Initialement conçu comme une école secondaire, l’institut s’est progressivement élargi pour inclure des filières techniques et professionnelles adaptées aux besoins locaux.
Le nom de l’institut, « Visogho », est issu de la localité de Kimemi, reflétant les valeurs de travail, de persévérance et d’engagement pour la communauté.

## Localisation et infrastructure
L'institut est situé dans la commune de Kimemi au cœur de Butembo, une ville dynamique connue pour son commerce et sa résilience face aux défis économiques et sécuritaires. L'établissement dispose d’infrastructures modernes comprenant :
- Des salles de classe équipées.
- Un laboratoire scientifique pour les expériences pratiques.
- Une bibliothèque riche en ouvrages pédagogiques et de recherche.
- Des installations sportives pour encourager le développement physique des élèves.

### Offre éducative
L’Institut Visogho propose une éducation de niveau secondaire avec des filières générales et techniques. Les matières enseignées incluent les sciences, les mathématiques, les lettres, les sciences sociales, et des disciplines techniques telles que la mécanique, l’informatique et l’agriculture
L’établissement met également l’accent sur la formation morale et civique, en promouvant des valeurs telles que l’intégrité, le respect et le travail en communauté.

## Impact et rôle communautaire
Au-delà de l’éducation, l’Institut Visogho est un acteur important dans la communauté locale. Il organise régulièrement des événements culturels, des ateliers de sensibilisation sur des enjeux sociétaux, et des activités de soutien pour les familles en difficulté.
Son rôle dans la formation de jeunes leaders et de professionnels qualifiés contribue directement au développement de Butembo et des régions voisines.

## Défis et perspectives
Comme de nombreuses institutions en RDC, l’Institut Visogho fait face à des défis liés au financement, aux infrastructures et à l’instabilité régionale. Cependant, grâce au soutien de la communauté et des partenaires locaux et internationaux, l’institut continue de se développer. Des projets en cours visent à moderniser ses infrastructures, à élargir son offre éducative et à renforcer son impact sur la société.